# Myriam Habsbursko-Lotrinská
Myriam Habsbursko-Lotrinská (celým jménem: Marie Adelheid (Myriam) Hugoline Omnes Sancti Marcus d'Aviano Melchiora; * 21. listopadu 1959, Ciudad de México) je arcivévodkyně rakouská, princezna uherská a česká.

## Život
Narodila se 21. listopadu 1959 v Ciudad de México jako dcera arcivévody Felixe Habsbursko-Lotrinského a jeho manželky arcivévodkyně Anny-Eugénie von Arenberg.
Dne 22. června 1983 (civilní sňatek) se v Ciudad de México provdala za Jaimeho Marcose Pedra Corcuerra Acheson. Církevní sňatek proběhl 24. června 1983. Spolu mají čtyři děti:
- Karl Sebastian Corcuera y Habsburgo (nar. 20. února 1984)
- Pedro Johannes Corcuera y Habsburgo (nar. 25. prosince 1985)
- Felipe Corcuera y Habsburgo (nar. 5. srpna 1987)
- Andres Corcuera y Habsburgo (nar. 20. prosince 1988)

## Tituly a oslovení
- 21. listopadu 1959 – 22. června 1983: Její císařská a královská Výsost Myriam, arcivévodkyně rakouská, královská princezna uherská a česká
- od 22. června 1983: Její císařská a královská Výsost Myriam Corcuerra Acheson, arcivévodkyně rakouská, královská princezna uherská a česká